# Quercus segoviensis
Quercus segoviensis — вид рослин з родини букових (Fagaceae); поширений у Центральній Америці від півдня Мексики до Нікарагуа.

## Опис
Це невелике або середнього розміру листопадне дерево заввишки 8–22 м і стовбур до 40 см у діаметрі; іноді менші (5 м). Кора шорстка, жовтувато-сіра до темно-червонуватої. Гілочки спочатку запушені, стають голими, рожево-коричневими, з помітними білими сочевичками. Листки від зворотно-яйцюватих до зворотно-ланцетних, шкірясті, але досить тонкі, 8–13 × 4–7 см; основа клиноподібна або тупа, асиметрична, серцеподібна чи ні; верхівка тупа або гостра; край потовщений, плоский або злегка вигнутий, лопатеподібно-зубчастий; верх сіро-зелений, злегка блискучий, без волосся або з деякими розсіяними, червонуватими залозистими волосками і зірчастим, переважно вздовж середньої жилки; низ сіруватий або жовтуватий, голий, з зірчастими волосками і золотистими залозистими; ніжка запушена, гола, червонувато-коричнева, 2–4 мм. Тичинкові сережки довжиною 2–3 см і більше, щонайменше з 6 квітками; маточкові довжиною 1.5–4 см, 1–5-квіткові. Жолуді на ніжці 1–6 см; горіх майже кулястий, 1.2–2 см; чашечка вкриває від 1/3 до 1/2 горіха, з червонувато-коричневими лусочками.

## Середовище проживання
Країни поширення: Сальвадор, Гватемала, Гондурас, Мексика (Чіапас, Оахака), Нікарагуа.
Часом присутній у хмарних лісах, цей вид частіше є пологом дубового лісу та сосново-дубового лісу; на висотах 750–2500 м.

## Використання
Його тверда деревина використовується для стовпів для будівництва сільських будинків та огорож, виготовлення ручок для інструментів та як джерело дров.

## Загрози
Неотропічні гірські ліси на нагір’ї Чіапас, як і в багатьох інших гірських районах Латинської Америки, стають дедалі фрагментованішими через зміну землекористування та антропогенну деградацію решти фрагментів лісу..